# ギホン

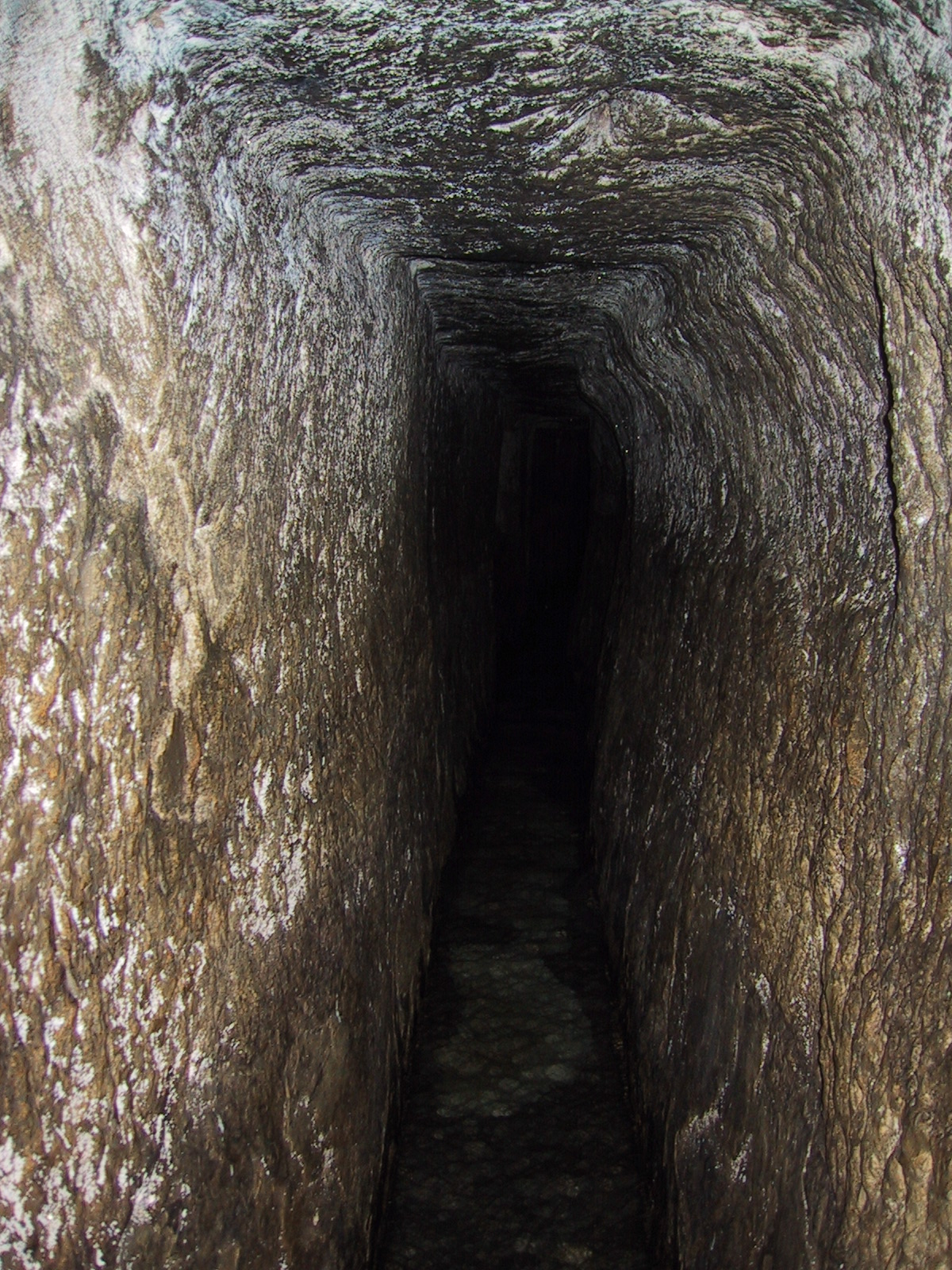
ヒゼキヤ王の掘った地下水路

ギホン（ヘブライ語: גִּיחוֹן, ラテン文字転写: Gichon 「湧き出す」の意、古希: Γεών、 英: Gihon ）は、『旧約聖書』に登場する川また泉。
1. エデンの園を潤していた四つの川のうちの一つ。クシュ地方全域を巡っていた（創世記 2:10、13）。七十人訳聖書はクシュをエチオピアに当てはめた。ヨセフスは七十人訳聖書に倣いギホン川をナイル川と結び付けた。しかし、ギホン川がユーフラテス川やチグリス川と水源を共有していたことを考慮するゆえに、創世記2章13節のクシュを中央アジアに住むカッシート人と結び付ける学者もいる。イラン南西部のカールーン川とする説もある。
2. 「ダビデの町」と呼ばれたエルサレム城外東南のキドロンの谷の洞窟の中にある泉（歴代誌下 32:30）。ギホンの泉は古代エルサレムの主要な水源であった。ソロモンはここで王として油注がれた（列王記上 1:33-34）。ユダ王国の王ヒゼキヤは、アッシリア帝国のセンナケリブ王の侵入に備えて、地下水路を掘った（歴代誌下 32:30）。1880年に、当時シロアムの池と考えられていた入り口6メートルほどの壁面に「シロアム碑文」が発見された。1910年に長さ533メートルあるトンネルが通り抜けられるように工事された。現在アイン・シッティ・マリアム（処女マリアの泉）と呼ばれている。